# Вігала (волость)
Вігала (ест. Vigala vald) — волость в Естонії, у складі повіту Рапламаа. Волосна адміністрація розташована в селі Ківі-Вігала.

## Розташування
Площа волості — 269,81 км², чисельність населення станом на 1 березня 2008 становить 1547 осіб.
Адміністративний центр волості — селі (ест. küla) Ківі-Вігала. Крім того, на території волості знаходяться ще 26 поселень і сіл: Арасте (Araste), Авасте (Avaste), Йядівере (Jädivere), Каусі (Kausi), Кесу (Kesu), Койасту (Kojastu), Коннапере (Konnapere), Куревере (Kurevere), Ляті (Läti), Леібре (Leibre), Манні (Manni), Наравере (Naravere), Оесе (Oese), Ойапере (Ojapere), Пяярду (Päärdu), Палйасмаа (Paljasmaa), Паласе (Palase), Палліка (Pallika), Ряяскі (Rääski), Сяяла (Sääla), Тідувере (Tiduvere), Тинумаа (Tõnumaa), Вагуйа (Vaguja), Ванамиіса (Vanamõisa), Вана-Вігала (Vana-Vigala), Вянгла (Vängla).